# Adrian Schuler
Adrian Schuler (* 28. Oktober 1992) ist ein ehemaliger Schweizer Skispringer.

## Werdegang
Schuler sprang erstmals bei einem FIS-Rennen in Kranj im September 2005 international und belegte den 54. Platz. Nach weiteren FIS-Rennen startete er im Oktober 2006 zum ersten Mal bei einem FIS Cup in Einsiedeln und wurde überraschend Sechster. Danach bestritt er weiter mehrere FIS Cups und FIS-Rennen. Im Continental Cup ging er erstmals Ende 2007 in Engelberg an den Start. Nach Platz 47 beim ersten Springen holte Schuler beim zweiten Springen als 18. überraschend Continental-Cup-Punkte. Bei der Junioren-WM in Zakopane belegte er im Einzel den 25. und im Team mit Rémi Français, Gregor Deschwanden und Pascal Egloff den zehnten Rang. Seit dem Sommer 2008 startet er regelmässig im Continental Cup und holte schon mehrmals Punkte. Bei der Junioren-WM 2009 in Štrbské Pleso wurde Schuler im Einzel 37. und im Team mit Marco Grigoli, Pascal Egloff und Vital Anken Elfter. Im März 2009 startete er in Lahti erstmals bei einer Weltcup-Qualifikation, verpasste diese als 52. jedoch. Einen Tag später belegte er im Team mit Andreas Küttel, Pascal Egloff und Simon Ammann den 10. Platz. In der Saison 2009/10 startete Schuler vorwiegend im Continental Cup. Bei den Nordischen Junioren-Skiweltmeisterschaften 2010 in Hinterzarten belegte er im Einzel den 44. und im Team mit derselben Besetzung wie 2009, wobei Marco Grigoli disqualifiziert wurde, den zehnten Platz. In Lahti war er erneut bei einem Weltcup am Start und verpasste die Qualifikation. Im Team wurde er mit Marco Grigoli, Andreas Küttel und Simon Ammann Neunter. Nach guten Leistungen im Sommer 2010 gewann Schuler am 8. Oktober 2010 das FIS Cup-Springen auf seiner Heimschanze in Einsiedeln. Im Winter 2010/11 wurde er jedoch nur sporadisch international eingesetzt. Im Weltcup startete er bei keinem Springen und im Continental Cup nur in Engelberg und Titisee-Neustadt, dafür jedoch vermehrt im Alpencup. Bei der Junioren-WM 2011 in Otepää wurde Schuler im Einzel 44. und im Team mit Marco Grigoli, Pascal Egloff und Gregor Deschwanden Sechster.
Anfang Februar 2013 nahm Schuler letztmals an einem internationalen Wettbewerb teil.

## Statistik

### Continental-Cup-Platzierungen
| Saison  | Platz | Punkte |
| ------- | ----- | ------ |
| 2007/08 | 119.  | 13     |
| 2008/09 | 108.  | 34     |